# Empis brunnipennis
Empis brunnipennis är en tvåvingeart som beskrevs av Johann Wilhelm Meigen 1822. Empis brunnipennis ingår i släktet Empis och familjen dansflugor. Inga underarter finns listade i Catalogue of Life.